# Bob Doll
Robert William "Bob" Doll (Steamboat Springs, Colorado, 10 de agosto de 1919-ibídem, 18 de septiembre de 1959) fue un jugador de baloncesto estadounidense que disputó cuatro temporadas entre la BAA y la NBA. Con 1,96 metros de estatura, jugaba en la posición de ala-pívot.

## Trayectoria deportiva

### Universidad
Jugó durante tres temporadas con los Buffaloes de la Universidad de Colorado, a la que llevó en su primera temporada a conseguir el National Invitation Tournament, en el que fue proclamado mejor jugador del torneo, promediando 15,5 puntos por partido. En 1942 fue incluido por unanimidad en el mejor quinteto de la Big 7 Conference tras ganar el torneo de la conferencia, con 16 victorias y 2 derrotas, e incluido en el segundo equipo consensuado All-American.

### Profesional
Tras jugar tres años en la AAU, en 1946 ficha por los St. Louis Bombers de la BAA, donde juega dos temporadas, destacando en la segunda de ellas promediando 10,6 puntos por partido.
Tras un breve paso por los Denver Nuggets de la NBL, en 1948 ficha como agente libre por los Boston Celtics, donde en su primera temporada promedió 7,9 puntos y 2,5 asistencias por partido. Jugó una temporada más con los Celtics, ya con la liga reconvertida en la NBA, tras la cual fue traspasado a Minneapolis Lakers, pero no llegó a debutar con el equipo, retirándose definitivamente.

#### Estadísticas en la BAA y la NBA

##### Temporada regular
| Temporada | Edad | Equipo            | Liga  | P   | TIT | MIN | TC  | TCA  | %TC  | 3P | 3PA | %3P | TL  | TLA | %TL  | R.OF. | R.DEF. | REB | ASIS | ROB | TAP | PER | FP  | PTS  |
| 1946-47   | 27   | St. Louis Bombers | BAA   | 60  |     |     | 3.2 | 12.8 | .253 |    |     |     | 2.2 | 3.4 | .650 |       |        |     | 0.4  |     |     |     | 2.8 | 8.7  |
| 1947-48   | 28   | St. Louis Bombers | BAA   | 42  |     |     | 4.1 | 15.7 | .264 |    |     |     | 2.3 | 3.5 | .662 |       |        |     | 0.6  |     |     |     | 2.5 | 10.6 |
| 1948-49   | 29   | Boston Celtics    | BAA   | 47  |     |     | 3.1 | 9.3  | .331 |    |     |     | 1.7 | 2.5 | .684 |       |        |     | 2.5  |     |     |     | 2.5 | 7.9  |
| 1949-50   | 30   | Boston Celtics    | NBA   | 47  |     |     | 2.6 | 7.4  | .346 |    |     |     | 1.6 | 2.4 | .658 |       |        |     | 2.3  |     |     |     | 2.5 | 6.7  |
| Total     |      |                   | TOTAL | 196 |     |     | 3.2 | 11.3 | .286 |    |     |     | 2.0 | 3.0 | .662 |       |        |     | 1.4  |     |     |     | 2.6 | 8.4  |
|           |      |                   | BAA   | 149 |     |     | 3.4 | 12.5 | .275 |    |     |     | 2.1 | 3.2 | .662 |       |        |     | 1.1  |     |     |     | 2.6 | 9.0  |
|           |      |                   | NBA   | 47  |     |     | 2.6 | 7.4  | .346 |    |     |     | 1.6 | 2.4 | .658 |       |        |     | 2.3  |     |     |     | 2.5 | 6.7  |

##### Playoffs
| Temp.   | Edad | Equipo            | Liga | P  | MIN | TCA | TC  | 3PA | 3P | TLA | TL | R.OF. | REB | ASIS | ROB | TAP | PER | FP | PTS | %TC  | %3P | %FT  | MIN | PTS | REB | AST |
| 1946-47 | 27   | St. Louis Bombers | BAA  | 3  |     | 6   | 39  |     |    | 8   | 12 |       |     | 0    |     |     |     | 11 | 20  | .154 |     | .667 |     | 6.7 |     | 0.0 |
| 1947-48 | 28   | St. Louis Bombers | BAA  | 7  |     | 18  | 91  |     |    | 14  | 26 |       |     | 5    |     |     |     | 18 | 50  | .198 |     | .538 |     | 7.1 |     | 0.7 |
| Total   |      |                   | BAA  | 10 |     | 24  | 130 |     |    | 22  | 38 |       |     | 5    |     |     |     | 29 | 70  | .185 |     | .579 |     | 7.0 |     | 0.5 |